# Piotrowice (Dygowo)
Piotrowice (deutsch Peterfitz) ist ein Dorf in Hinterpommern, in der Woiwodschaft Westpommern im heutigen Polen. Bis 1945 war das Dorf Teil von Deutschland und gehörte zum Landkreis Kolberg-Körlin. Das Dorf liegt südöstlich von Kołobrzeg (Kolberg). 

## Geschichte

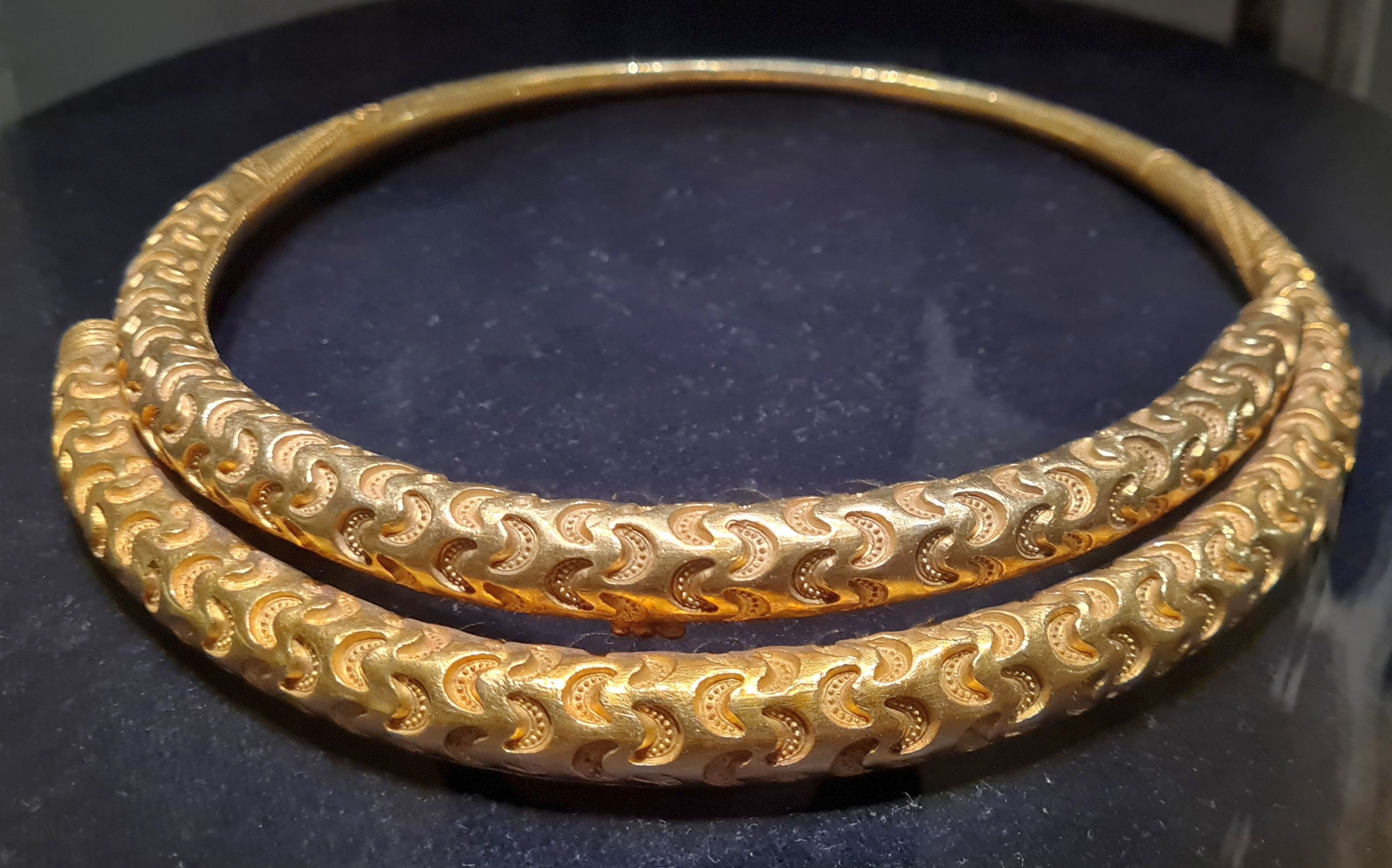
Goldener Halsring von Peterfitz

Aus der Völkerwanderungszeit stammt der Goldene Halsring von Peterfitz, der im Jahre 1913 gefunden wurde. Er befindet sich heute im Pommerschen Landesmuseum. 
Das Dorf wurde als Angerdorf angelegt. Der Ortsname ist aus dem Personennamen Peter und der slawischen Endung -witz gebildet. Der christliche Name „Peter“ spricht dafür, dass das Dorf nach der Christianisierung Pommerns gegründet worden ist. 
Das Dorf wurde erstmals im Jahre 1263 erwähnt, als Hermann von Gleichen, Bischof von Cammin, den Sprengel der neuen Pfarrkirche in Fritzow festlegte. Zu den nach Fritzow eingepfarrten Dörfern gehörte auch Petervitz. Die nächste Erwähnung erfolgte 1276, als derselbe Bischof die Einkünfte der Kolberger Domherrenstellen ordnete. Das Dorf gehörte unter dem Namen Petrekoviz zu den zwölf Orten, die der 2. Domherrenstelle zugewiesen wurden, ebenso wie die Nachbardörfer Lustebuhr und Klaptow. 
Die nächste Erwähnung des Dorfes erfolgte, als der Kolberger Domherr Ludwig de Wida das Dorf von Lubbert Glasenapp erworben hatte, was Bischof Konrad IV. im Jahre 1319 bestätigte. Einige Jahre später tauschte der Domherr das Dorf mit Wulff Schmeling gegen einen Anteil an dem Dorf Zernin, was der Bischof und der Kolberger Rat im Jahre 1330 bestätigten. 
Auf der Lubinschen Karte von 1618 ist das Dorf als Peteroise eingetragen, allerdings fälschlich auf dem rechten Ufer der Persante.
In der Neuzeit war der Besitz von Peterfitz für lange Zeit mit dem Besitz von Klaptow vereinigt. Beide waren ein altes Lehen der adligen Familie Ramel. 
In Ludwig Wilhelm Brüggemanns Ausführlicher Beschreibung des gegenwärtigen Zustandes des Königlich-Preußischen Herzogtums Vor- und Hinterpommern (1784) ist Peterwitz unter den adligen Gütern des Fürstentums Cammin aufgeführt. Hier bestanden damals ein Vorwerk, also der Gutsbetrieb, und acht Bauernstellen, insgesamt 15 Haushaltungen („Feuerstellen“). In Peterfitz bestanden also Bauernstellen und der Gutsbetrieb des Grundherrn nebeneinander. Im Rahmen der Regulierung der gutsherrlichen und bäuerlichen Verhältnisse (siehe: Preußische Agrarverfassung) wurden 1820 zusätzlich die vier in Klaptow verbliebenen Bauernstellen nach Peterfitz verlegt. Ab Mitte des 19. Jahrhunderts bestanden in Peterfitz die Landgemeinde Peterfitz und der Gutsbezirk Peterfitz nebeneinander. 
Ab 1838 gehörten die Güter Peterfitz und Klaptow einem Karl Zimmermann, nach ihm seinem Sohn Robert Zimmermann. Um 1880 verkaufte Zimmermann das Gut Peterfitz an einen Ernst Otto Peglow; dadurch wurde der Besitzzusammenhang von Peterfitz mit Klaptow aufgelöst. Letzter Besitzer des Gutes Peterfitz war bis 1945 Fritz von Sydow, der auch das Gut Zirkwitz (ebenfalls in Hinterpommern) bewirtschaftete. 
1915 erhielt Peterfitz Bahnanschluss durch die Bahnstrecke Lübchow-Lustebuhr der Kolberger Kleinbahn. Die Strecke ist heute abgebaut. 
Mit der Auflösung der Gutsbezirke in Preußen im Jahre 1928 wurden die Gutsbezirke Peterfitz, Lustebuhr und Klaptow in die Gemeinde Peterfitz eingemeindet. Bis 1945 gehörte die Gemeinde Peterfitz mit ihren Wohnplätzen Emmasthal, Fähre, Forsthaus Klaptow (unbewohnt), Hypkenmühle, Klaptow und Lustebuhr zum Kreis Kolberg-Körlin in der Provinz Pommern.
Nach dem Zweiten Weltkrieg kam Peterfitz, wie ganz Hinterpommern, an Polen. Der Ortsname wurde als Piotrowice polonisiert. Die Familie von Sydow und die deutsche Bevölkerung des Gutes bzw. Dorfes Peterfitz wurde nach 1945 vor dem Hintergrund des zurückliegenden Kriegs entschädigungslos enteignet und vertrieben.

## Entwicklung der Einwohnerzahlen
- 1816: 071 Einwohner[4]
- 1864: 280 Einwohner[4]
- 1885: 294 Einwohner (davon 227 in der Landgemeinde Peterfitz und 67 im Gutsbezirk Peterfitz)[4]
- 1905: 277 Einwohner (davon 203 in der Landgemeinde Peterfitz und 74 im Gutsbezirk Peterfitz)[4]
- 1925: 260 Einwohner (davon 186 in der Landgemeinde Peterfitz und 74 im Gutsbezirk Peterfitz)[4]
- 1933: 745 Einwohner (Landgemeinde Peterfitz nach Eingemeindungen)[4]
- 1939: 725 Einwohner (Landgemeinde Peterfitz nach Eingemeindungen)[4]

## Sehenswürdigkeiten
- Herrenhaus mit Wirtschaftsgebäude aus der zweiten Hälfte des neunzehnten Jahrhunderts. Das Gebäude wurde auf einem rechteckigen Grundriss errichtet, mit Keller, mit einem niedrigen Satteldach bedeckt, mit einem Vorbau und einer Veranda an der Ostseite. Ein Park mit einer Fläche von 1 ha aus der zweiten Hälfte des 19. Jahrhunderts, vor allem mit Buchen, Efeu und Schneeglöckchen.